# Gare de Guéthary
Gare de Guéthary – stacja kolejowa w Guéthary, w departamencie Pireneje Atlantyckie, w regionie Nowa Akwitania, we Francji.
Jest stacją Société nationale des chemins de fer français (SNCF), obsługiwaną przez pociągi TER Aquitaine.